# Neostichtis ignorata
Neostichtis ignorata är en fjärilsart som beskrevs av Pierre E.L. Viette 1957. Neostichtis ignorata ingår i släktet Neostichtis och familjen nattflyn. Inga underarter finns listade i Catalogue of Life.